# Pierre Bourguignon (peintre)
Pour les articles homonymes, voir Bourguignon.
Pierre Bourguignon est un peintre baroque français, né à Namur en 1630, et mort à Londres le 26 mars 1698.

## Biographie
Pierre Bourguignon travaille à Paris comme peintre de portraits. Le 7 mars 1671, il se présente à l'Académie royale de peinture et de sculpture avec Henri Gascard pour connaître le sujet du morceau de réception. L'Académie lui demande « de faire le portraict de Mademoiselle, historié ». Il a apporté à l'Académie royale de peinture et de sculpture le tableau demandé représentant Anne-Marie-Louise d'Orléans, la Grande mademoiselle, le 5 mars 1672 qui lui permet d'être reçu par l'Académie,.
Protestant, il quitte la France après la Révocation de l'édit de Nantes, en 1685 et se réfugie à La Haye où il devient membre de la Confrérie Pictura en 1687. Il quitte ensuite les Pays-Bas pour s'installer à Londres où il meurt.